# Nová Ves (kraj ustecki)
Nová Ves – miejscowość i gmina (obec) w Czechach, w kraju usteckim, w powiecie Louny. W 2022 roku liczyła 118 mieszkańców.